# Alfolproces
Het Alfolproces, ook Zieglerproces of Ziegler-alcoholproces genoemd, ontwikkeld door dr. Karl Ziegler en industrieel door Continental Oil Co. (Conoco), is een chemisch proces voor de synthese van hogere, onvertakte primaire alcoholen langs petrochemische weg, met etheen als voornaamste grondstof. Dit zijn synthetische vetalcoholen met een even aantal, 6 tot 20 of meer, koolstofatomen, die kunnen gebruikt worden als alternatief voor natuurlijke vetalcoholen, voornamelijk in biologisch afbreekbare wasmiddelen.
Het proces werd eind jaren 1950 ontwikkeld en sedert begin jaren 1960 industrieel uitgebaat door Conoco in Lake Charles en later onder andere door CONDEA, een joint venture van Conoco en Deutsche Erdöl AG, in Brunsbüttel. In 1968 werd wereldwijd 150.000 ton met dit proces geproduceerd.

## Verloop van het Alfolproces
- Eerst gebeurt de reactie van metallisch aluminium met waterstof en etheen tot tri-ethylaluminium. Dit gebeurt in twee stappen, waarbij tri-ethylaluminium dat in de tweede stap ontstaat wordt gerecycleerd naar de eerste stap:

a) twee mol tri-ethylaluminium reageren met metallisch aluminium en waterstof, tot drie mol di-ethylaluminiumhydride:
2 Al(C2H5)3 + Al + 3/2 H2 → 3 Al(C2H5)2H
b) Di-ethylaluminiumhydride reageert met etheen tot drie mol tri-ethylaluminium, waarvan twee mol gerecycleerd worden naar de eerste stap:
3 Al(C2H5)2H + 3 CH2=CH2 → 3 Al(C2H5)3
Deze reacties gebeuren onder hoge druk.
- In de volgende stap reageert tri-ethylaluminium met ethyleen tot een mengsel van trialkylaluminiumverbindingen. Men noemt dit de "groeistap" of "groeireactie":

Al(C2H5)3 + 3m CH2=CH2 → Al[(CH2-CH2)mC2H5]3
- Dit mengsel wordt dan met lucht geoxideerd:

Al[(CH2-CH2)mC2H5]3 + 3/2 O2 → Al[O-(CH2-CH2)mC2H5]3
- en ten slotte met water gehydrolyseerd tot de zogenaamde "alfol"-alcoholen met evenveel koolstofatomen als in de alkylgroepen van de trialkylaluminiumverbindingen:

Al[O-(CH2-CH2)mC2H5]3 + H2O → C2H5-(CH2CH2)m-OH + Al(OH)3
Merk op dat de drie alkylgroepen van een trialkylverbinding niet noodzakelijk even lang zijn, zoals hier eenvoudigheidshalve is aangenomen. De ketenlengte van de "alfol"-alcoholen volgt een Poissonverdeling die vrij vlak is, met het grootste deel C6 tot C20-ketens. Ze worden van elkaar gescheiden door fractionatie. Het bijproduct is aluminiumhydroxide (pseudo-boehmiet). Het is van een hoge zuiverheid en kan gebruikt worden als grondstof voor katalysatoren. Aanvankelijk gebeurde de hydrolyse met verdund zwavelzuur, zodat aluminiumsulfaathydraat (een soort aluin) als bijproduct ontstond. Het overtollige zuur moest dan nog geneutraliseerd worden met natriumhydroxide vóór de fractionatie.

## Alfenproces
Het Alfenproces voor de productie van lineaire α-olefinen (alkenen met de dubbele binding tussen het eerste en tweede koolstofatoom) is gelijkaardig aan het Alfol-proces, met dit verschil dat na de groeistap de trialkylaluminiumverbindingen met etheen worden ontbonden tot α-olefinen en tri-ethylaluminium, dat hergebruikt kan worden:
Al[(CH2-CH2)mC2H5]3 + 3 CH2=CH2 → 3 CH2=CH-(CH2-CH2)m−1-C2H5 + Al(C2H5)3
Groeistap en ontbinding kunnen gecombineerd worden in dezelfde reactor.

## Epalproces
Het "Epal"-proces van Ethyl Corporation is een gewijzigd Alfolproces. Hier wordt de groeireactie anders bedreven, zodat de ketenlengteverdeling een sterke piek heeft bij C12 en C14-alcoholen. Dit proces is complexer en duurder dan het Alfolproces.